# 鈴川地区
鈴川地区(すずかわちく)は、山形県山形市にある地区である。

## 概要
山形市街地の北東部を占め、住宅や商店が多いが、馬見ヶ崎川や盃山など自然も身近である。
もとは鈴川村として存在したが、1943年（昭和18年）に山形市に合併された。地区の人口は18941、世帯数は7317世帯（平成28年）。
都市化が進んでおり、地区の中心には生協やおーばんといったスーパーマーケットがあるほか、山形県道19号山形山寺線や国道13号沿いにはロードサイド店舗が出店している。

## 施設
出典：

### 保育園・幼稚園
- 鈴川幼稚園
- 鈴川第二幼稚園
- 美鈴保育園
- 千歳ののはな保育園

### 小学校
- 山形市立東小学校
- 山形市立鈴川小学校

### 中学校
- 山形市立第四中学校

### その他
- 沼の辺体育館
- 鈴川公園沼の辺の森